# 梨形拟枣贝
梨形拟枣贝（学名：Erronea pyriformis），是中腹足目宝螺科Erronea的一种。主要分布于中国大陆，常栖息在潮下带。